# Прииртышский
Прииртышский (до 1963 года — Зверосовхоз) — посёлок в Тобольском районе Тюменской области России, административный центр Прииртышского сельского поселения.

## Географическое положение
Расположен на правом берегу реки Иртыш, в 7 км от районного центра. К востоку от посёлка проходит федеральная трасса Р404 (Тюмень — Тобольск — Ханты-Мансийск).

## История
В 1963 году указом Президиума Верховного Совета РСФСР посёлок Зверосовхоз Тобольского сельского района переименован в Прииртышский.

## Население
| 2010 |
| ---- |
| 2000 |

## Достопримечательности
На территории Прииртышского расположен Иоанно-Введенский монастырь, основанный в 1653 году.
В окрестностях посёлка находятся археологические памятники Ивановские курганы (впервые отмечены в XVIII веке И. П. Фальком).
В 2018 году открылась новая мечеть.